# Agusan del Norte
Agusan del Norte là một tỉnh của Philippines nằm trên vùng Caraga tại Mindanao. Thủ phủ của tỉnh này là Thành phố Cabadbaran. Tỉnh này giáp Surigao del Norte về phía bắc, Surigao del Sur về phía đông, Agusan del Sur về phía nam, và Misamis Oriental về phía tây. Tỉnh này nhìn ra vịnh Butuan, một phần của biển Bohol về phía tây bắc. Tỉnh Agusan del Norte có dân số theo điều tra năm 200 là 552.849 người, là tỉnh đông dân thứ 47 của quốc gia này.

## Hành chính
Agusan del Norte bao gồm 1 thành phố và 10 đô thị.
| Thành phố/Đô thị | Thành phố/Đô thị      | Sô Barangay | Diện tích (km²) | Dân số (2000) | Mật độ dân số (per km²) |
| ---------------- | --------------------- | ----------- | --------------- | ------------- | ----------------------- |
|                  | Buenavista            | 26          | 473,92          | 50.612        | 107                     |
|                  | Cabadbaran City       | 31          | 311,02          | 55.006        | 177                     |
|                  | Carmen                | 8           | 211,42          | 17.307        | 82                      |
|                  | Jabonga               | 15          | 293,00          | 20.501        | 70                      |
|                  | Kitcharao             | 11          | 212,40          | 14.604        | 69                      |
|                  | Las Nieves            | 20          | 582,69          | 21.530        | 37                      |
|                  | Magallanes            | 8           | 49,91           | 19.895        | 399                     |
|                  | Nasipit               | 19          | 236,36          | 35.817        | 152                     |
|                  | Remedios T. Romualdez | 8,00        | 81,47           | 13.359        | 164                     |
|                  | Santiago              | 8           | 286,65          | 17.925        | 63                      |
|                  | Tubay                 | 13          | 138,00          | 17.668        | 128                     |